# Futbol als Jocs Olímpics d'estiu del 2016 - Competició masculina
El torneig masculí de futbol en els Jocs Olímpics de 2016 es va celebrar en Rio de Janeiro i en altres cinc ciutats de Brasil, des del 4 al 20 d'agost.
Estaven habilitats per a integrar la seua respectiva selecció nacional jugadors que van nàixer després de l'1 de gener de 1993, amb la inclusió de tres futbolistes sense restricció d'edat.
Per a aquest torneig, van participar 16 seleccions, dels quals 15 van provenir de processos classificatoris organitzats d'alguna de les sis confederacions afiliades a la FIFA (UEFA, Conmebol, CAF, Concacaf, AFC i OFC). La plaça restant va ser ocupada per Brasil, que es va classificar automàticament per ser el país local.

## Calendari de competició
El calendari de partits del torneig masculí es va donar a conèixer el 10 de novembre de 2015.
| FG | Fase de grups | ¼ | Quarts de final | ½ | Semifinals | 3° | Tercer lloc | F | Final |

| Esdeveniment↓/Data →      | Dime 3 | Dijo 4 | Diven 5 | Dissab 6 | Dium 7 | Dill 8 | Dimar 9 | Dime 10 | Dijo 11 | Dive 12 | Dissab 13 | Dium 14 | Dill 15 | Dimart 16 | Dime 17 | Dijou 18 | Diven 19 | Diven 19 | Dissab 20 | Dissab 20 |
| ------------------------- | ------ | ------ | ------- | -------- | ------ | ------ | ------- | ------- | ------- | ------- | --------- | ------- | ------- | --------- | ------- | -------- | -------- | -------- | --------- | --------- |
| Torneig masculí de futbol |        | FG     |         |          | FG     |        |         | FG      |         |         | ¼         |         |         |           | ½       |          |          |          | 3°        | F         |

## Seus
A pesar que els Jocs Olímpics es realitzaren a Rio de Janeiro, per qüestion d'nfraestructura, l'esdeveniment es desenvolupà en 6 ciutats, el Comitè Organitzador dels Tornejos de Futbol Olímpic de la FIFA, va anunciar els 7 estadis oficials el 16 de març de 2015, les seus de la competició foren las ciutats de Brasília, Belo Horizonte, San Salvador de Bahía, Manaos ibSão Paulo.
| Belo Horizonte    | Brasília              | Manaus            | Futbol en Brasil 2016           |
| ----------------- | --------------------- | ----------------- | ------------------------------- |
| Estadi Mineirão   | Estadi Mané Garrincha | Arena da Amazônia | Plantilla:Mapa de localització+ |
| Capacitat: 60.000 | Capacitat: 72.800     | Capacitat: 50.000 | Plantilla:Mapa de localització+ |
| Mineirão          | Estadi Nacional       | Arena da Amazônia | Plantilla:Mapa de localització+ |
| Rio de Janeiro    | Rio de Janeiro        | Salvador de Bahia | São Paulo                       |
| Estadi Maracanã   | Estadi Olímpico       | Arena Fonte Nova  | Arena Corinthians               |
| Capacitat: 80.000 | Capacitat: 46.950     | Capacitat: 55.500 | Capacitat: 48.000               |
| Maracanã          | Estadi Olímpic        | Arena Fonte Nova  |                                 |

## Àrbitres
| Confederació      | Àrbitre             | Assistents          | Assistents             |
| ----------------- | ------------------- | ------------------- | ---------------------- |
| AFC               | Fahad Al-Mirdasi    | Abdullah Al Shalwai | Mohammed Al Abakry     |
| AFC               | Alireza Faghani     | Reza Sokhandan      | Mohammadreza Mansouri  |
| AFC               | Ryūji Satō          | Toru Sagara         | Hiroshi Yamauchi       |
| CAF               | Ghead Grisha        | Redouane Achik      | Waleed Ahmed           |
| CAF               | Malang Diedhiou     | Djibril Camara      | El Hadji Malick Samba  |
| Concacaf          | Walter López        | Leonel Leal         | Gerson López           |
| Concacaf          | César Ramos         | Marvin Torrentera   | Miguel Ángel Hernández |
| Conmebol          | Néstor Pitana       | Hernán Maidana      | Juan Pablo Belatti     |
| Conmebol          | Sandro Ricci        | Emerson de Carvalho | Marcelo Van Gasse      |
| Conmebol          | Roddy Zambrano      | Christian Lescano   | Byron Romero           |
| OFC               | Matthew Conger      | Simon Lount         | Tevita Makasini        |
| UEFA              | Antonio Mateu Lahoz | Pau Cebrián Devis   | Roberto Díaz Pérez     |
| UEFA              | Clément Turpin      | Frédéric Cano       | Nicolas Danos          |
| UEFA              | Ovidiu Haţegan      | Octavian Şovre      | Sebastian Gheorghe     |
| UEFA              | Sergei Karasev      | Tikhon Kalugin      | Nikolai Golubev        |
| UEFA              | Cüneyt Çakır        | Bahattin Duran      | Tarık Ongun            |
| CAF (suport)      | Joseph Lamptey      |                     |                        |
| Conmebol (suport) | Diego Haro          |                     |                        |

Totes les designacions arbitrals són anunciades per la FIFA.

## Equips participants
Els equips participants es determinaren a través de processos classificatoris. La distribució de les places per a cada confederació va ser la següent:
- CAF - 3 places
- Concacaf - 2,5 places
- Conmebol - 1,5 places
- UEFA - 4 places
- AFC - 3 places
- OFC - 1 plaça
- País local - 1 plaça (Brasil)

En cursiva, els equips debutants.
| Classificatòries | Classificatòries | Classificatòries | Classificatòries | Classificatòries | Classificatòries |
| ---------------- | ---------------- | ---------------- | ---------------- | ---------------- | ---------------- |
| CAF              | AFC              | UEFA             | Concacaf         | OFC              | Conmebol         |

| Equips participants | Equips participants | Equips participants | Equips participants |
| ------------------- | ------------------- | ------------------- | ------------------- |
| Alemanya            | Colòmbia            | Hondures            | Nigèria             |
| Algèria             | Corea del Sud       | Iraq                | Portugal            |
| Argentina           | Dinamarca           | Japó                | Sud-àfrica          |
| Brasil              | Fiji                | Mèxic               | Suècia              |

## Sorteig
El sorteig es va realitzar el 14 d'abril del 2016 a les 10:30 (UTC-3) en l'Estadi Maracaná.
Es distribuïren les seleccions en quatre bombos, ordenats pel seu rendiment en Jocs Olímpics anteriors.
| Caps de sèrie                     | Bombo 2                                   | Bombo 3                               | Bombo 4                                   |
| --------------------------------- | ----------------------------------------- | ------------------------------------- | ----------------------------------------- |
| Brasil · Argentina · Mèxic · Japó | Nigèria · Corea del Sud · Hondures · Iraq | Suècia · Fiji · Portugal · Sud-àfrica | Algèria · Colòmbia · Dinamarca · Alemanya |

## Calendari i resultats
El calendari de partits fou donat a conèixer el 10 de novembre de 2015.
Tots els horaris corresponen a l'horari local: Manaos (UTC-4), resta de seus (UTC-3).
Reglament de classificació:
Els dos primers equips es classifiquen a la Segona Fase. La posició és determinada de la següent manera:
1. punts obtinguts en tots els partits del grup;
2. diferència de gol en tots els partits del grup;
3. gols a favor en tots els partits del grup;

Si dos o més equips estan igualats segons els tres criteris anteriors, la seua posició és determinada de la següent manera:
1. punts obtinguts entre els equips emparellats;
2. diferència de gol entre els equips emparellats;
3. gols a favor entre els equips emparellats;
4. sorteig pel comitè de la FIFA.

### Fase de grups
– Classificat per als quarts de final (en negreta).

#### Grup A
| Equip      | Pts | PJ | PG | PE | PP | GF | GC | Dif |
| ---------- | --- | -- | -- | -- | -- | -- | -- | --- |
| Brasil     | 5   | 3  | 1  | 2  | 0  | 4  | 0  | 4   |
| Dinamarca  | 4   | 3  | 1  | 1  | 1  | 1  | 4  | -3  |
| Iraq       | 3   | 3  | 0  | 3  | 0  | 1  | 1  | 0   |
| Sud-àfrica | 2   | 3  | 0  | 2  | 1  | 1  | 2  | -1  |

#### Grup B
| Equip    | Pts | PJ | PG | PE | PP | GF | GC | Dif |
| -------- | --- | -- | -- | -- | -- | -- | -- | --- |
| Nigèria  | 6   | 3  | 2  | 0  | 1  | 6  | 6  | 0   |
| Colòmbia | 5   | 3  | 1  | 2  | 0  | 6  | 4  | 2   |
| Japó     | 4   | 3  | 1  | 1  | 1  | 7  | 7  | 0   |
| Suècia   | 1   | 3  | 0  | 1  | 2  | 2  | 4  | -2  |

| Suècia                    | 2:2 (1:1) | Colòmbia                                |
| ------------------------- | --------- | --------------------------------------- |
| Ishak 43' · Ajdarević 62' |           | 17' Gutiérrez · Plantilla:Penalti Pabón |

| Nigèria                                     | 5:4 (3:2) | Japó                                                              |
| ------------------------------------------- | --------- | ----------------------------------------------------------------- |
| Umar 6' · Etebo 11' 42' Plantilla:Penal 66' |           | Plantilla:Penal Koroki · 13' Minamino · 70' Asano · 90'+5' Suzuki |

| Suècia | 0:1 (0:1) | Nigèria   |
| ------ | --------- | --------- |
|        |           | 40' Sadiq |

| Japó                     | 2:2 (0:0) | Colòmbia                            |
| ------------------------ | --------- | ----------------------------------- |
| Asano 67' · Nakajima 74' |           | 59' Gutierrez · 65' (a.g.) Fujiharu |

| Japó         | 1:0 (0:0) | Suècia |
| ------------ | --------- | ------ |
| * Yajima 65' |           |        |

| Colòmbia                               | 2:0 (1:0) | Nigèria |
| -------------------------------------- | --------- | ------- |
| * Gutierrez 4' - Pabón Plantilla:Penal |           |         |

#### Grup C
| Equip         | Pts | PJ | PG | PE | PP | GF | GC | Dif |
| ------------- | --- | -- | -- | -- | -- | -- | -- | --- |
| Corea del Sud | 7   | 3  | 2  | 1  | 0  | 12 | 3  | 9   |
| Alemanya      | 5   | 3  | 1  | 2  | 0  | 15 | 5  | 10  |
| Mèxic         | 4   | 3  | 1  | 1  | 1  | 7  | 4  | 3   |
| Fiji          | 0   | 3  | 0  | 0  | 3  | 1  | 23 | -22 |

| Mèxic                     | 2:2 (0:0) | Alemanya                |
| ------------------------- | --------- | ----------------------- |
| Peralta 52' · Pizarro 62' | Informe   | 58' Gnabry · 79' Ginter |

| Fiji | 0:8 (0:1) | Corea del Sud                                                           |
| ---- | --------- | ----------------------------------------------------------------------- |
|      | Informe   | 32' 64' 90'+3' Ryu · 62' 63' Kwon · Plantilla:Penalti Son · 77' 90' Suk |

| Fiji        | 1:5 (1:0) | Mèxic                                  |
| ----------- | --------- | -------------------------------------- |
| Krishna 11' | Informe   | 48' 56' 58' 73' Gutérrez · 68' Salcedo |

| Alemanya                     | v       | Corea del Sud                 |
| ---------------------------- | ------- | ----------------------------- |
| Gnabry 33' 90+2' · Selke 55' | Informe | 25' Hwang · 57' Son · 86' Suk |

| Alemanya                                                                       | v       | Fiji |
| ------------------------------------------------------------------------------ | ------- | ---- |
| Gnabry 7' 45' · Petersen 14' 33' 40' Plantilla:Penalti 70' · Meyer 30' 49' 52' | Informe |      |

| Corea del Sud | 1:0 (0:0) | Mèxic |
| ------------- | --------- | ----- |
| * Kwon 77'    | Informe   |       |

#### Grup D
| Equip     | Pts | PJ | PG | PE | PP | GF | GC | Dif |
| --------- | --- | -- | -- | -- | -- | -- | -- | --- |
| Portugal  | 7   | 3  | 2  | 1  | 0  | 5  | 2  | 3   |
| Hondures  | 4   | 3  | 1  | 1  | 1  | 5  | 5  | 0   |
| Argentina | 4   | 3  | 1  | 1  | 1  | 3  | 4  | -1  |
| Algèria   | 1   | 3  | 0  | 1  | 2  | 4  | 6  | -2  |

| Hondures                              | 3:2 (2:0) | Algèria                      |
| ------------------------------------- | --------- | ---------------------------- |
| Quioto 13' · Pereira 33' · Lozano 79' | Informe   | 68' Bendebka · 85' Bounedjah |

| Portugal                 | 2:0 (0:0) | Argentina |
| ------------------------ | --------- | --------- |
| Paciência 66' · Pité 84' | Informe   |           |

| Hondures | 1:2 (1:2) | Portugal                       |
| -------- | --------- | ------------------------------ |
| Elis 1'  | Informe   | 21' Figueiredo · 36' Paciência |

| Argentina                | 2:1 (0:0) | Algèria      |
| ------------------------ | --------- | ------------ |
| Correa 47' · Calleri 70' | Informe   | 64' Bendebka |

| Argentina       | 1:1 (0:0) | Hondures                 |
| --------------- | --------- | ------------------------ |
| Martinez 90'+3' | Informe   | Plantilla:Penalti Lozano |

| Algèria       | 1:1 (1:1) | Portugal                    |
| ------------- | --------- | --------------------------- |
| Benkablia 30' | Informe   | Plantilla:Penalti Paciência |

### Fase final

#### Cuadro de desarrollo
|  | Quarts de final            | Quarts de final       |                            |         | Semifinals  | Semifinals  |  |  | Final                      | Final |
|  |                            |                       |                            |         |             |             |  |  |                            |       |
|  | São Paulo, 13 d'agost      |                       |                            |         |             |             |  |  |                            |       |
|  |                            |                       |                            |         |             |             |  |  |                            |       |
|  | Brasil                     | 2                     |                            |         |             |             |  |  |                            |       |
|  | Brasil                     | 2                     | Rio de Janeiro, 17 d'agost |         |             |             |  |  |                            |       |
|  | Colòmbia                   | 0                     |                            |         |             |             |  |  |                            |       |
|  | Colòmbia                   | 0                     | Brasil                     | 6       |             |             |  |  |                            |       |
|  | Belo Horizonte, 13 d'agost |                       | Brasil                     | 6       |             |             |  |  |                            |       |
|  |                            | Hondures              | 0                          |         |             |             |  |  |                            |       |
|  | Corea del Sud              | Hondures              | 0                          | 0       |             |             |  |  |                            |       |
|  | Corea del Sud              |                       | Rio de Janeiro, 20 d'agost | 0       |             |             |  |  |                            |       |
|  | Hondures                   | 1                     |                            |         |             |             |  |  |                            |       |
|  | Hondures                   | 1                     | Brasil                     | 1 (5)   |             |             |  |  |                            |       |
|  | Salvador, 13 d'agost       |                       | Brasil                     | 1 (5)   |             |             |  |  |                            |       |
|  |                            | Alemanya              | 1 (4)                      |         |             |             |  |  |                            |       |
|  | Nigèria                    | Alemanya              | 1 (4)                      | 2       |             |             |  |  |                            |       |
|  | Nigèria                    | São Paulo, 17 d'agost |                            | 2       |             |             |  |  |                            |       |
|  | Dinamarca                  | 0                     |                            |         |             |             |  |  |                            |       |
|  | Dinamarca                  | 0                     | Nigèria                    | 0       | Tercer lloc | Tercer lloc |  |  |                            |       |
|  | Brasilia, 13 d'agost       |                       | Nigèria                    | 0       | Tercer lloc | Tercer lloc |  |  |                            |       |
|  |                            | Alemanya              | 2                          |         |             |             |  |  |                            |       |
|  | Portugal                   | Alemanya              | 2                          | 0       | Hondures    | 2           |  |  |                            |       |
|  | Portugal                   |                       |                            | 0       | Hondures    | 2           |  |  |                            |       |
|  | Alemanya                   | 4                     |                            | Nigèria | 3           |             |  |  |                            |       |
|  | Alemanya                   | 4                     |                            |         | 3           |             |  |  |                            |       |
|  |                            |                       |                            |         |             |             |  |  | Belo Horizonte, 20 d'agost |       |
|  |                            |                       |                            |         |             |             |  |  |                            |       |